# Sperlingsberg (Sangerhausen)

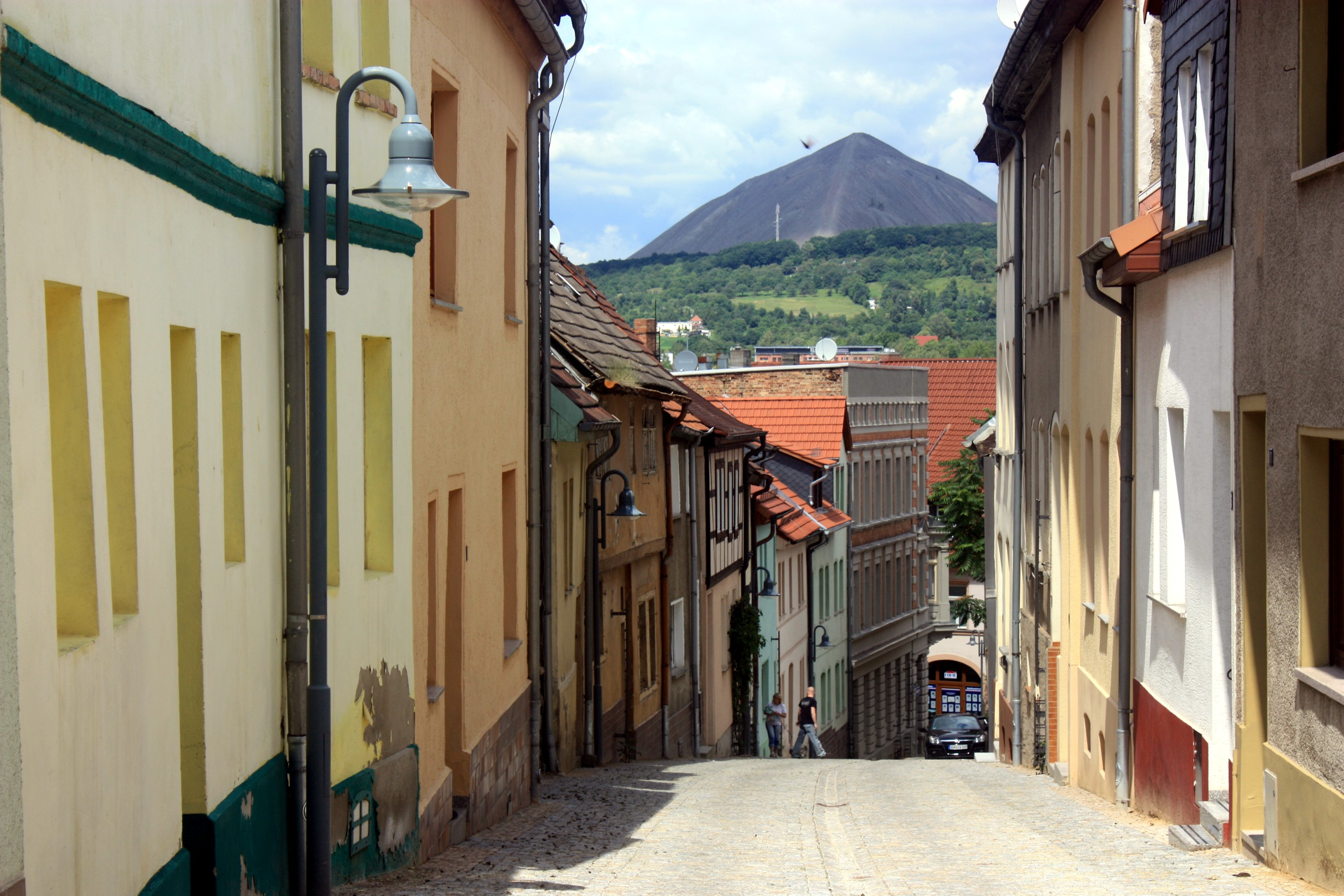
Sperlingsberg in Sangerhausen

Der Sperlingsberg ist ein verkehrsberuhigter Straßenzug in der Altstadt von Sangerhausen, der Kreisstadt des Landkreises Mansfeld-Südharz in Sachsen-Anhalt. Er hat den Postleitzahlenbereich 06526.
Der Name deutet darauf, dass hier die ärmere Bevölkerung zuhause war. Der Sperlingsberg ist zu großen Teilen in seiner mittelalterlichen Struktur erhalten. Bemerkenswert ist auch das Straßenpflaster aus Pflastersteinen. Die Abfallrinne in der Mitte ist im originalgetreuen Zustand.
Der Sperlingsberg mit den Hausnummern 1, 2, 3, 3a, 3b, 3c, 4, 5, 6, 7, 8, 10, 12, 14, 16, 18, 20, 22 ist als Denkmalsbereich 094 84282 auf der Liste der Kulturdenkmale in Sangerhausen verzeichnet.